# Tarasy ryżowe w Longsheng
Tarasy ryżowe w Longsheng (chin. upr. 龙胜梯田, chin. trad. 龍勝梯田, pinyin: Lóngshèng Tītián) lub inaczej Tarasy ryżowe Grzbietu Smoka – obszar tarasów ryżowych położonych w powiecie autonomicznym Longsheng, w regionie autonomicznym Kuangsi, w odległości 100 km (2 godziny drogi) od miasta Guilin. Najbardziej popularne rejony to tarasy w okolicach miejscowości Ping’an i Jinkeng.
Poletka ryżowe rozciągają się na zboczach wzgórz, począwszy od brzegu rzeki (300 m n.p.m.) aż do szczytu góry. Najwyższa część tarasów położona jest na wysokości 800 m n.p.m. Na wiosnę poszczególne partie połyskują odbijającą się w słońcu wodą. W lecie przybierają kolor zielony od sadzonych pędów ryżu, jesienią kolor złoty, a w zimie srebrzystego szronu. 
Tarasy w Longsheng liczą około 500 lat. Ich budowa została rozpoczęta za panowania dynastii Yuan, a zakończona w okresie rządów  dynastii Qing. Obecnie zajmują powierzchnię 66 km². Nazywane są również Tarasami ryżowymi Grzbietu Smoka ze względu na to, iż stojąc na szczycie tarasów można dostrzec sylwetkę smoka wijącego się wśród szczytów gór i znikającego w oddali.

Wejście na tarasy ryżowe w Longsheng
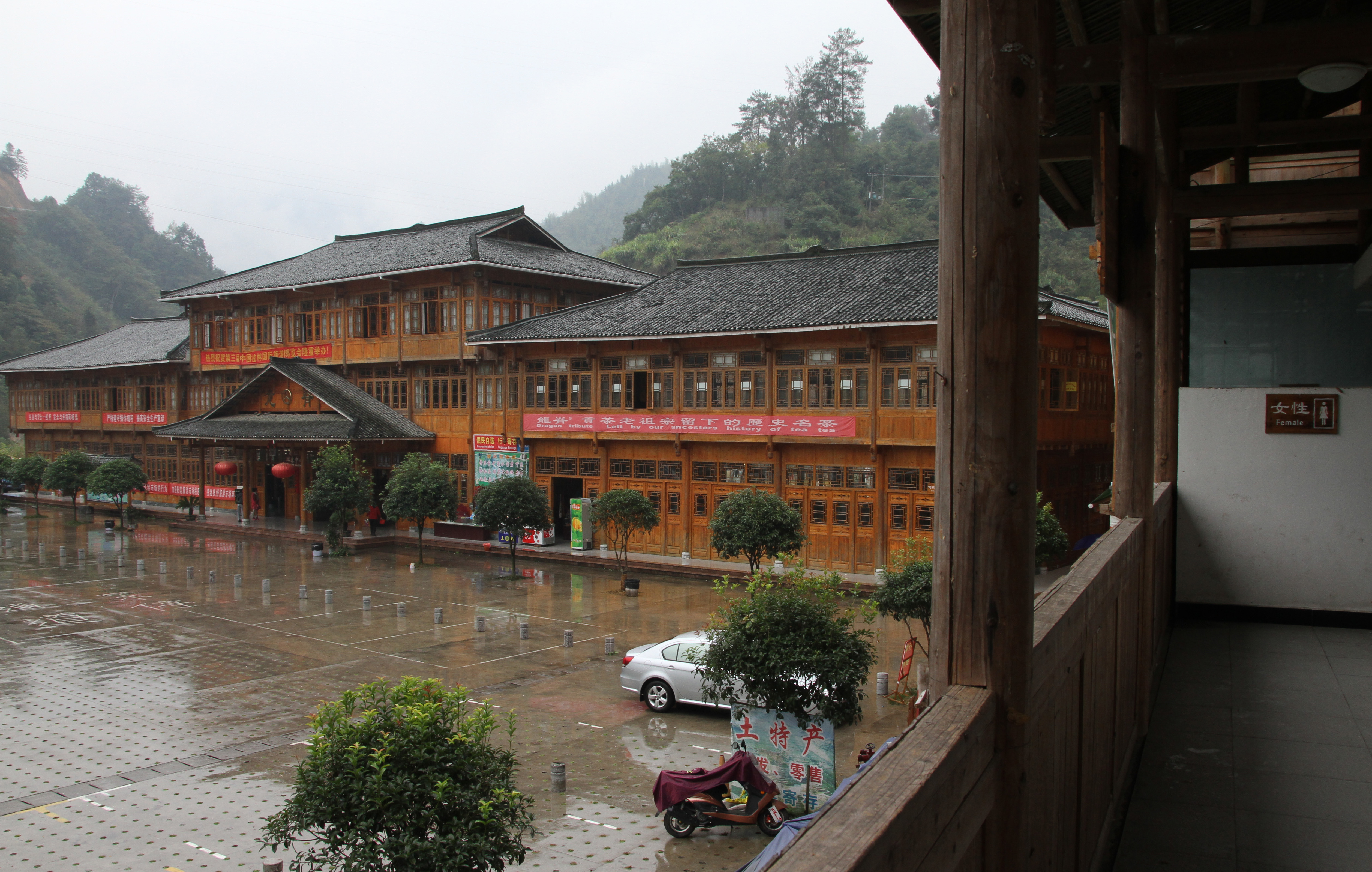
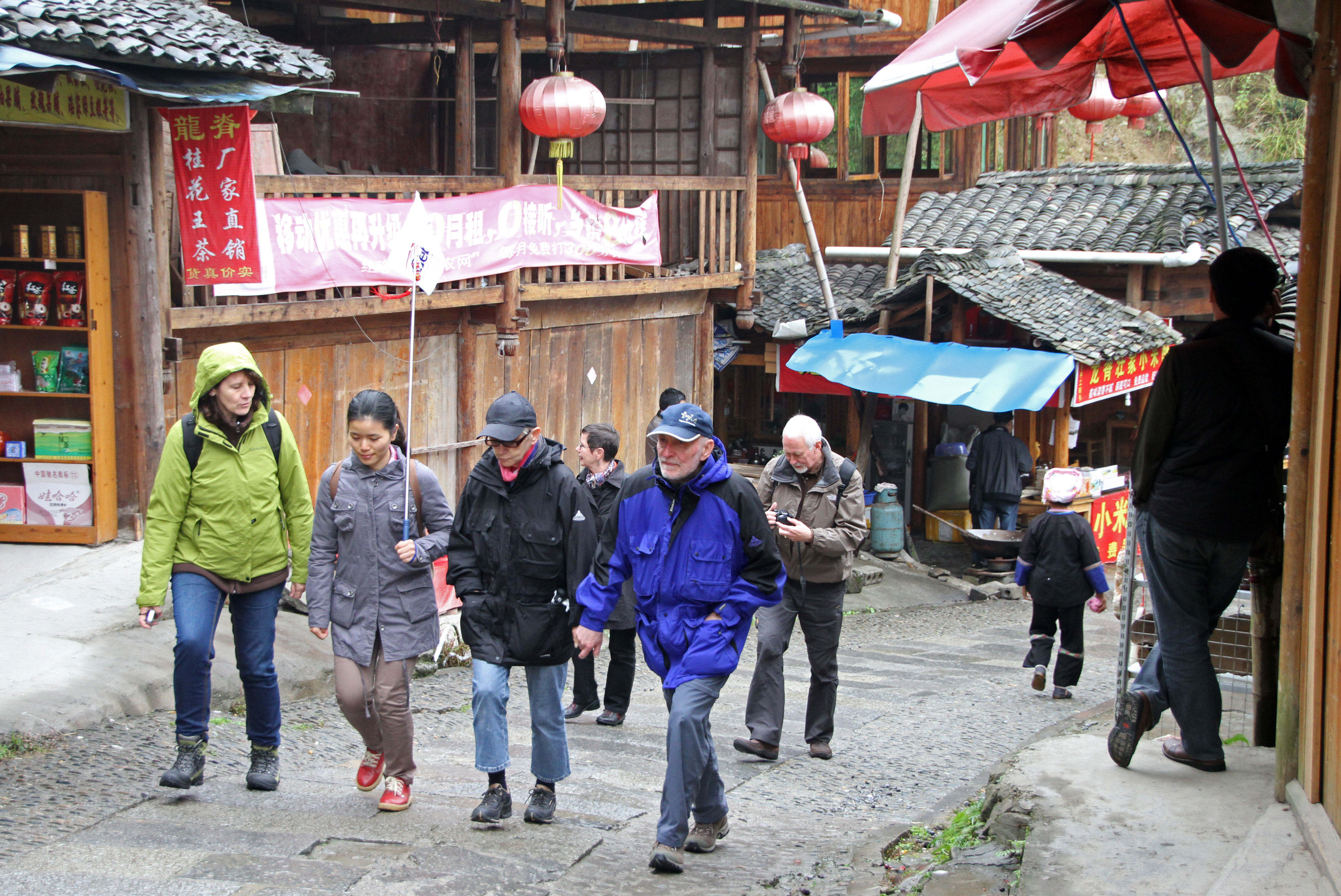
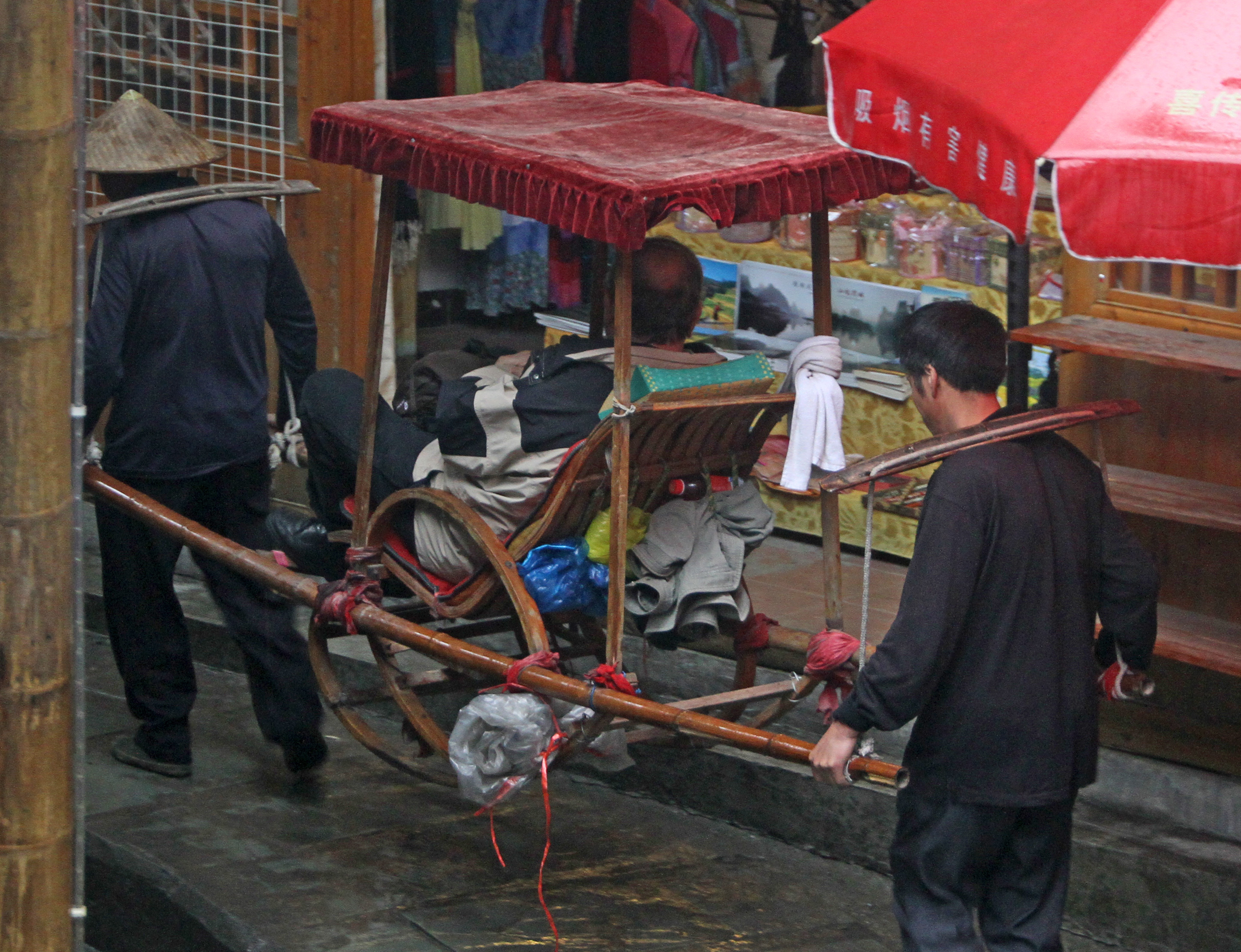
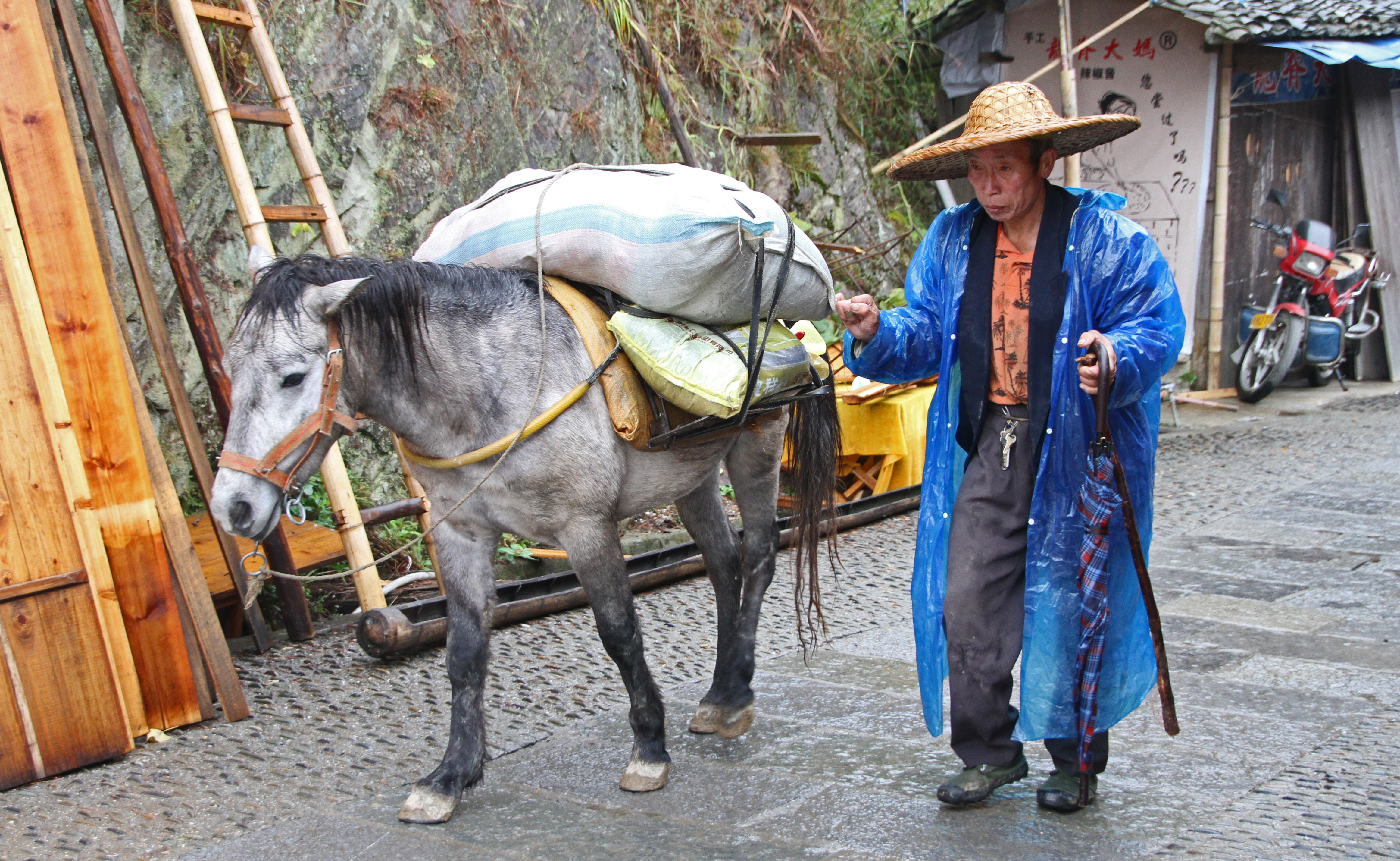
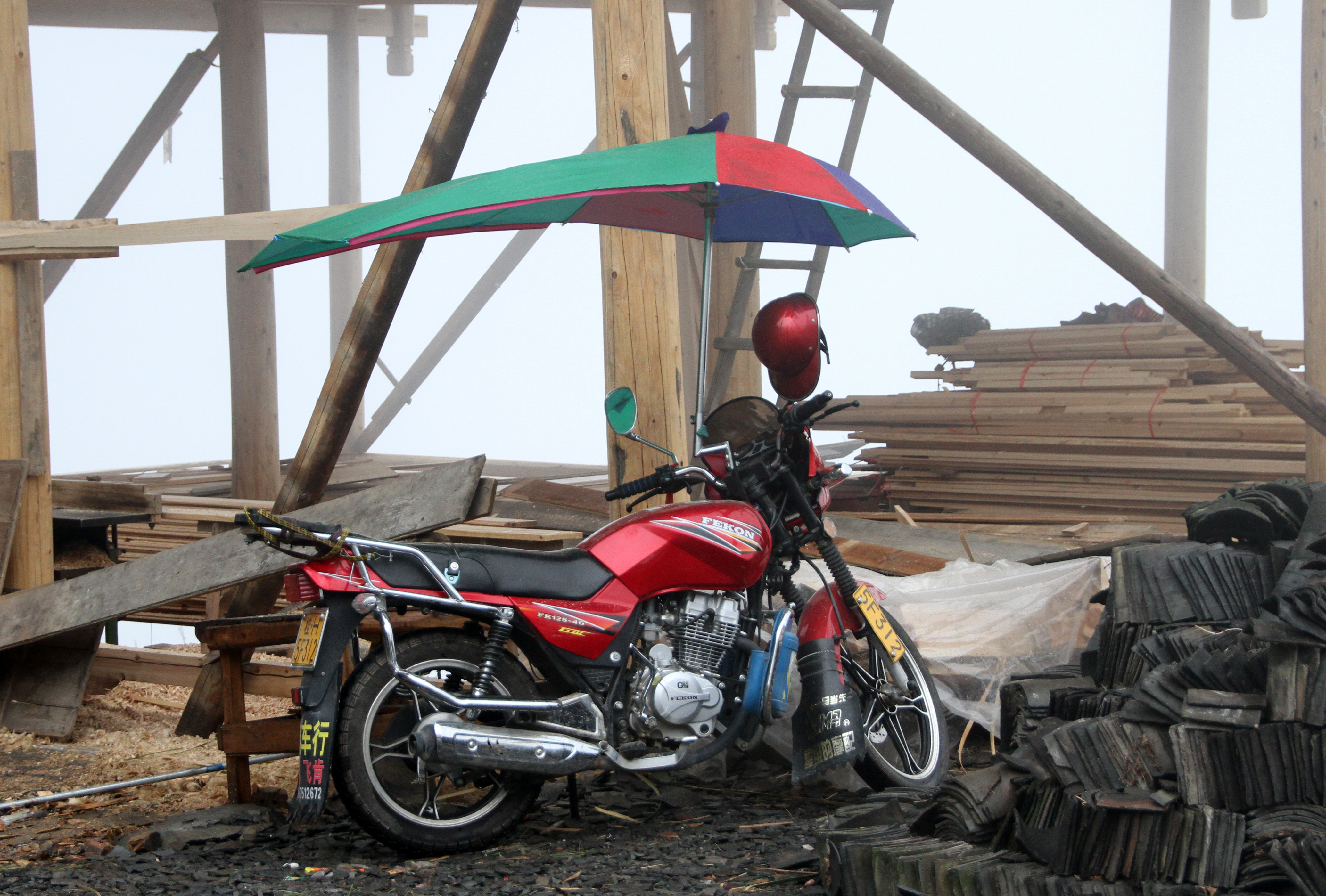
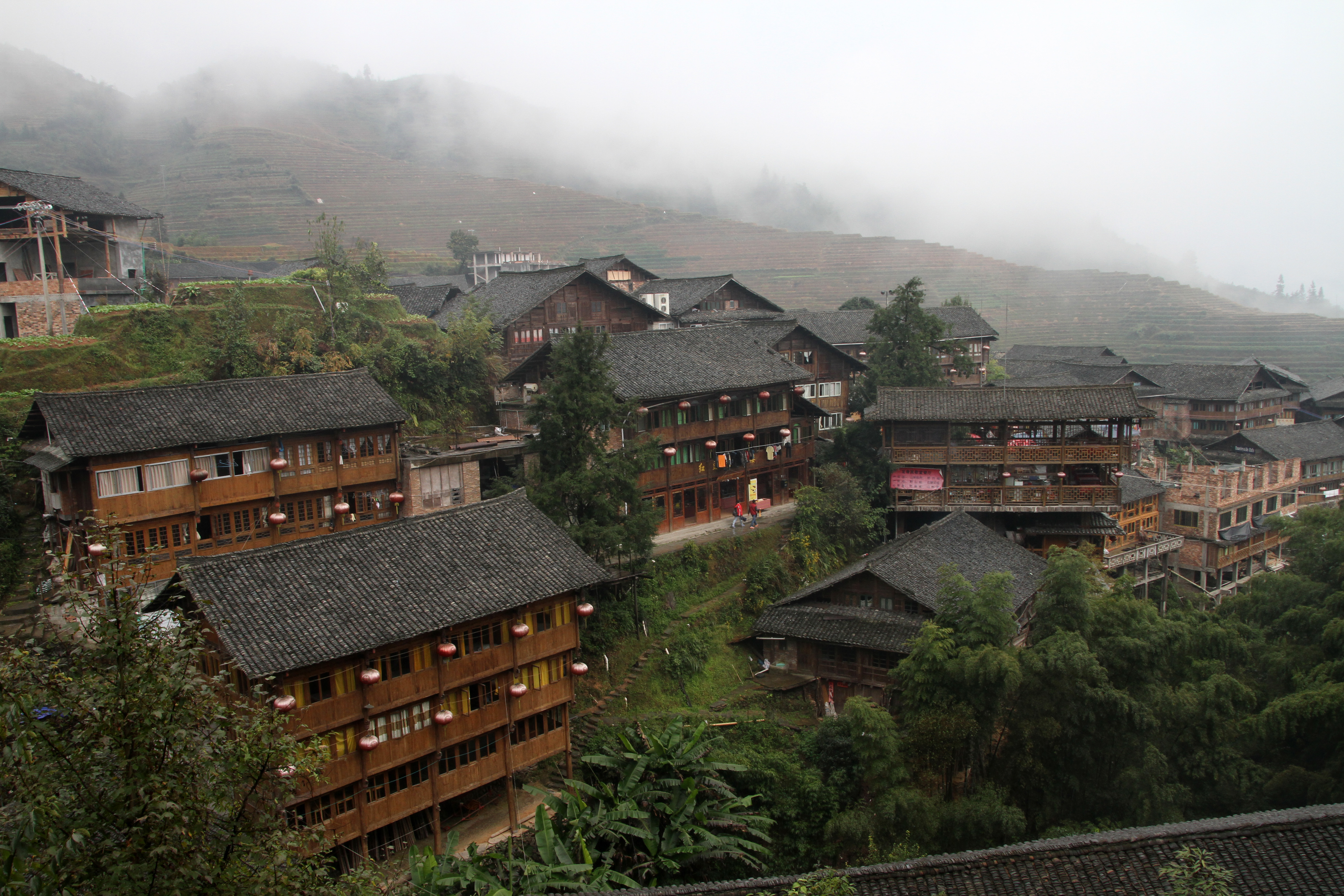
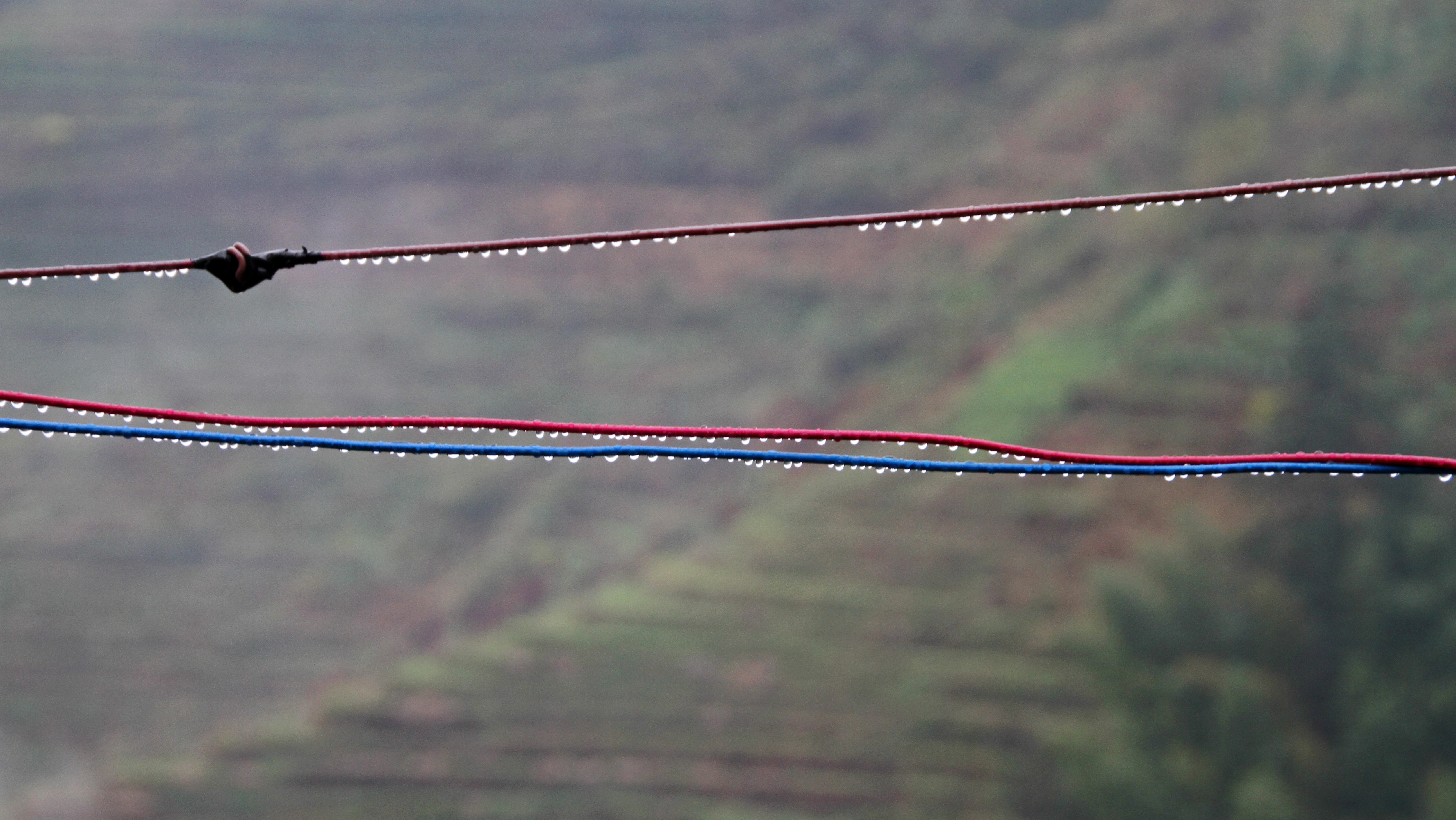